# Canton de La Vistrenque
Le canton de La Vistrenque est une ancienne division administrative française du département du Gard, dans l’arrondissement de Nîmes, dont le chef-lieu, cas rare pour les anciens cantons, est Bouillargues.
Il doit son nom à la Vistrenque, une région naturelle et agricole du Gard.

## Composition
Il était composé des communes suivantes :
| Communes                           | Population (2012) | Code postal | Code Insee |
| ---------------------------------- | ----------------- | ----------- | ---------- |
| Bouillargues (chef-lieu du canton) | 6 183             | 30230       | 30047      |
| Caissargues                        | 3 759             | 30132       | 30060      |
| Garons                             | 4 546             | 30128       | 30125      |
| Milhaud                            | 5 762             | 30540       | 30169      |
| Rodilhan                           | 2 818             | 30230       | 30356      |
| Nîmes (extrémité sud : 7e canton)  | 251               | 30000       | 30189      |

L’extrémité sud de la commune de Nîmes (7e canton), comprend les quartiers et lieux-dits suivants (251 habitants) :
- Domaine de la Bastide ;
- Mas Vilary ;
- Petit Mas d’Assas ;
- Mas de Goubin ;
- Campagne ;
- La Tuilerie.

C’est un des rares cantons français (avec celui de Rhôny-Vidourle, également dans le Gard) à posséder un nom qui lui est propre (ne correspondant pas pour tout ou partie au nom d’une commune).

## Illustration

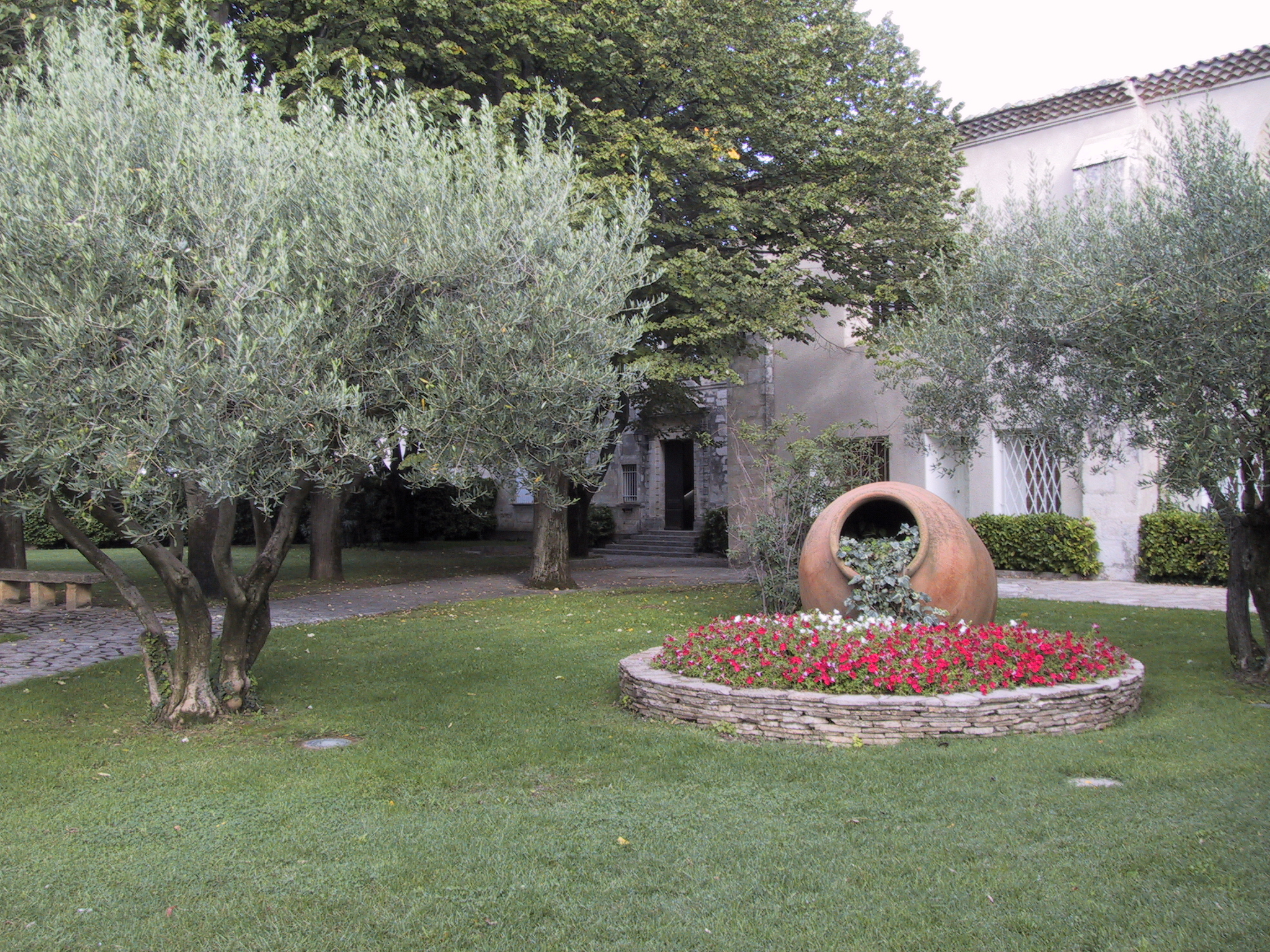
Les jardins devant la mairie de Garons

## Administration
| Période | Période      | Identité           | Étiquette    | Qualité |
| ------- | ------------ | ------------------ | ------------ | --- |
| 1982    | 2011 (décès) | Jean Yannicopoulos | DVD puis UMP | Médecin Maire de Garons (1976-2008) Président de l’Intergroupe républicain et libéral de 2002 à 2011 Vice-président de Nîmes métropole de 2001 à 2008 |
| 2011    | 2015         | Joëlle Murré       | UMP puis UDI | Salariée du secteur privé retraitée Elue en 2015 dans le Canton de Marguerittes                                                                       |

Canton créé en 1982.

## Démographie
| 1982 | 1990   | 1999   | 2006   | 2011   | 2012   |
| ---- | ------ | ------ | ------ | ------ | ------ |
| -    | 19 073 | 20 110 | 22 005 | 23 319 | 23 674 |